# Радио и телевидение Черногории
Радио и телевидение Черногории (черног. Radio-televizija Crne Gore, RTCG) — государственная организация Республики Черногории, до 1992 года республиканский радиотелецентр «Радио и телевидение Титограда», объединённый с другими в Югославское радио и телевидение.

## История

### Радио Титограда (с 1944 года)
Первая радиостанция на Балканах и юго-востоке Европы была создана в Черногории с открытием передатчика, расположенного на холме Волуица около Бара Князем Николой Петровичем-Негошем 3 августа 1904 года. Радио Цетине начало вещать 27 ноября 1944 и в 1949 году, когда Радио Титограда было сформулировано

### Радио и телевидение Титограда (1963 - 1991)
В 1957 году первая телевизионная антенна была установлена на горе Ловчен, которая могла получать изображения из Италии. В 1964 году Радио Титограда запустило телеканал Телевидение Титограда, Радио Титоград стал телерадиокомпанией Радио и телевидение Титограда. Первой программой РТТ в Белграде были выпуски новостей.

### Радио и телевидение Черногории (с 1991)
В 1991 году Радио и телевидение Титоград запустило телеканал Телевидение Титоград 3K, канал Телевидение Титоград был переименован в Телевидение Титоград 1. Позже в том же году РТВ Титоград было переименовано в Радио и телевидение Черногории (Радио телевизија Црне Горе), Телевидение Титоград 1 было переименовано в ТВЦГ 1, Телевидение Титоград 3K - ТВЦГ 2, Радио Титоград 1 - РЦГ 1, Радио Титоград 2 - РЦГ 2.

## Телеканалы и радиостанции
РТЦГ имеет 3 телевизионных канала: два местных, один международный, а также есть радиостанции.

### Общенациональные телеканалы общей тематики
- ТВЦГ 1 — Новости и внутренняя политика.

Доступен во всех районах Черногории через эфирное (цифровое (DVB-T) на ДМВ, ранее - аналоговое (PAL) на МВ), кабельное и спутниковое телевидение на первом канале.

### Тематические общенациональные телеканалы
- ТВЦГ 2 — Спорт, развлечение.

Доступен во всех районах Черногории во всех районах Черногории через эфирное (цифровое (DVB-T) на ДМВ), кабельное и спутниковое телевидение.

### Международные телеканалы
- ТВЦГ Сателит — международный информационно-развлекательный канал.

Доступен во всём мире через спутниковое телевидение.

### Общенациональные радиостанции общей тематики
- РЦГ 1 - общая
- РЦГ 2 - молодёжная

Доступны во всех районах Черногории через эфирное радиовещание (аналоговое на УКВ (УКВ CCIR), РЦГ 1 на СВ)